# 中華職棒18年
中華職棒18年是中華職棒在2007年的球季，2007年3月17日開始、9月30日結束。上半球季由誠泰COBRAS贏得冠軍，下半球季則由La New熊拿下冠軍。而繼1997年球季後第二度年度勝率第一但未取得半季冠軍的統一獅以外卡資格與誠泰COBRA進行季後挑戰賽，並成功取得總冠軍賽的參賽資格；職棒18年總冠軍賽在2007年10月20日至10月28日舉行，最後由統一獅以四勝三負戰績擊敗La New熊拿下總冠軍。

## 賽程
每週進行6組2連戰，每隊單週出賽4場，單週共12場賽事。

## 各隊主場地安排
- 統一7-ELEVEn獅：天母1場、新莊5場、台南43場、澄清湖 1場
- La New熊：天母2場、新莊2場、新竹3場、台中2場、嘉義市1場、澄清湖 39場
- 興農牛：天母3場、新莊3場、新竹4場、台中33場、斗六4場、嘉義市1場、花蓮1場、台東1場
- 兄弟象：天母11場、新莊17場、新竹10場、台中3場、斗六5場、嘉義市1場、台南2場、澄清湖 1場、花蓮1場
- 中信鯨: 天母6場、新莊25場、新竹6場、台中4場、斗六5場、嘉義市2場、羅東5場、台東1場
- 誠泰COBRAS:  天母4場、新莊30場、新竹9場、嘉義市2場、羅東5場

## 上半季

### 戰績
| 上半季     |      |      |      |      |       |      |                   |
| 球隊       | 出賽 | 勝場 | 敗場 | 和局 | 勝率  | 勝差 | 備註              |
| 誠泰COBRAS | 50   | 28   | 21   | 1    | 0.571 | －   |                   |
| 統一獅     | 50   | 27   | 23   | 0    | 0.540 | 1.5  |                   |
| La New熊   | 50   | 26   | 24   | 0    | 0.520 | 2.5  |                   |
| 兄弟象     | 50   | 24   | 25   | 1    | 0.490 | 4.0  |                   |
| 興農牛     | 50   | 24   | 25   | 1    | 0.490 | 4.0  | 與兄弟象並列第4名 |
| 中信鯨     | 50   | 19   | 30   | 1    | 0.388 | 9    |                   |

## 外部連結
- 中華職棒官方網站（页面存档备份，存于）